# Джасим бин Джабир
Джасим бин Джабир (араб. جاسم بن جابر‎), также известен как Ракраки, — пират XIX века, действовавший в Персидском заливе.
У бин Джабира была база в Хаур-эль-Удайде, и он атаковал британские корабли в Персидском заливе, а караваны везли добычу вглубь страны. Халифа бин Шабхут, правитель Абу-Даби, получив разрешение от местных британских властей, напал на Удайд в мае 1836 года, убив 50 человек и разрушив его дома и форт. После нападения бин Джабир укрылся в Дохе в сентябре 1836 года. Главу Дохи предупредили не укрывать бин Джабира, но он отказался прислушаться к предупреждению. После захвата бин Джабиром британского корабля у Рас-эль-Хаймы в феврале 1841 года город Доха подвергся бомбардировке британскими войсками в наказание за то, что он продолжал предоставлять ему убежище.